# دبیرخانه بخش گانگا ایهالا کوراله
دبیرخانه بخش گانگا ایهالا کوراله (به لاتین: Ganga Ihala Korale Divisional Secretariat) یک منطقهٔ مسکونی در سری‌لانکا است که در ناحیه کندی واقع شده‌است. دبیرخانه بخش گانگا ایهالا کوراله ۶۶٬۴۸۴ نفر جمعیت دارد.